# Drept penal european
Dreptul penal european este acel ansamblu de norme juridice penale (substanțiale, procedurale sau penitenciare) comune în rândul statelor Uniunii Europene ce au drept scop lupta împotriva infracțiunilor internaționale din Europa.

## Impunere
Uniunea Europeană, prin adoptarea de directive ale Parlamentului European și ale Consiliului Europei, are posibilitatea de a adopta noi norme juridice ce au drept scop armonizarea legislațiilor penale la nivel domestic a tuturor statelor membre.

## Direcții

### Terorism
Directiva 2017/541, adoptată la 15 martie 2017, este principala directivă adoptată de către corpul legislativ al Uniunii privitor la lupta împotriva terorismului, inclusiv la protecția victimelor terorismului.